# 79 (nombre)
« Soixante-dix-neuf » et « septante-neuf » redirigent ici. Pour l'année, voir 79.
Le nombre 79 (septante-neuf ou soixante-dix-neuf) est l'entier naturel qui suit 78 et qui précède 80.

## En mathématiques
Le nombre 79 est :
- le 22e nombre premier (le précédent est 73, le suivant est 83) ;
- le 17e nombre premier non brésilien (le suivant est également 83) ;
- un nombre premier cousin avec 83 ;
- un nombre premier permutable : ses chiffres, arrangés différemment, donnent 97 qui est aussi premier ;
- un reimerp : l'inversion des chiffres du nombre premier 97 ;
- un nombre premier de Gauss (4n + 3) ;
- un nombre heureux ;
- un nombre de Kynea ;
- un nombre chanceux ;
- un nombre premier régulier ;
- un nombre premier sexy avec 73 ;
- l'exposant du nombre premier de Wagstaff 201 487 636 602 438 195 784 363 ;
- un nombre premier de Pillai[1].

## Dans d'autres domaines
Le nombre 79 est aussi :
- Le numéro atomique de l'or, un métal de transition.
- le numéro de la sourate An-Naziat dans le Coran.
- Le numéro du département français des Deux-Sèvres.
- Le numéro de l'autoroute française qui relie Lyon à Narbonne par les Cévennes.
- Années historiques : -79, 79 ou 1979.
- Le nombre officiel de satellites naturels de Jupiter.